# Burdur (jezioro)
Burdur (tur. Burdur Gölü) – słone jezioro znajdujące się na terenie prowincji Burdur i Isparta w południowo-zachodniej Turcji. W 1994 roku zostało objęte konwencją ramsarską.
Nazwa jeziora pochodzi od miasta Burdur. Jest częścią tureckiej Krainy Jezior (Göller Bölgesi). Zbiornik pochodzenia tektonicznego jest otoczony górami Taurus i ma powierzchnię 250 km² oraz maksymalną głębokość około 80 metrów.  Średnia głębokość jeziora wynosi 44 metry. Jezioro jest zasilane przez deszcze, stałe i sezonowe rzeki oraz wody gruntowe. Poziom wody waha się przez cały rok. Jezioro Burdur jest również ważnym mokradłowym terenem lęgowym dla wielu gatunków ptaków i w 1994 roku zostało objęte konwencją ramsarską.
Brzeg jeziora otoczony jest terenami rolniczymi. Produkcja obejmuje zboża, winogrona, owoce, warzywa, migdały, buraki cukrowe oraz plantacje róż.

## Flora i fauna
Wśród gatunków ptaków lęgowych występuje tu zagrożona wyginięciem sterniczka zwyczajna (Oxyura leucocephala). Liczba gatunków ptaków na tym obszarze spadła w ostatnich latach. Można tu zaobserwować: cyraneczkę zwyczajną (Anas crecca), świstuna zwyczajnego (Anas penelope), głowienkę zwyczajną (Aythya ferina ), łabędzia czarnodziobego (Cygnus columbianus), łyskę zwyczajną (Fulica atra), hełmiatkę zwyczajną (Netta rufina) i perkoza zausznika (Podiceps nigricolis). Zimą można spotkać świergotka polnego (Anthus campestris), kulona (Burchinus oedicnemus), kurhannika (Buteo rufinus), bociana białego (Cicconia cicconia), pelikana różowego (Pelecanus onocrotalus), flaminga różowego (Phoenicopterus roseus), warzęchę zwyczajną (Platalea leucorodia) i czajkę szponiastą (Vanellus spinosus). Aby ułatwić obserwację, w pobliżu jeziora zbudowano wieże widokowe do obserwacji ptaków.
Jezioro Burdur i zasilające je rzeki i strumienie są bogate w ryby. Występują tu endemiczne gatunki Aphanius sureyanus, Cobitis turcica i Pseudophoxinus meandri. Ważnym zagrożonym i zanikającym gatunkiem motyli na tym obszarze jest modraszek aleksis (Glaucopsyche alexis).

## Wysychanie jeziora
W ciągu ostatnich 35 lat jezioro straciło 1/3 wody i 80% źródeł, które go zasilały. Pierwszy pomiar poziomu wody w jeziorze przeprowadzono w 1959 roku i wynosił on 851,32 m n.p.m., w 1970 było 857,62 m (najwyższy odnotowany poziom wody), a w 2015 – 847,87 m. To niejedyny taki zbiornik, którego powierzchnia zmniejszyła się w ciągu ostatnich lat. Inne jeziora w środkowej Anatolii również tego doświadczają.